# Прабългарски ламбдаизъм
Ламбдаизъм е фонетично явление, при което определени съгласни звукове преминават в звук „л“. Названието произлиза от името на гръцката буква „ламбда“ (л).
Прабългарският ламбдаизъм е особеност на булгарските (огурските) тюркски езици, представляваща съвпадение на пратюркското -ł- с -l-.
Пример за ламбдаизъм в прабългарския език е думата шиле: Първоначалната форма е *šileg (сравни произв. шилегар, георг. местн. Шилигарник в Пирин, сръб. шиљег), като бълг. форма *šilę, -ta е обобщение на типа склонение *jarę, *agnę, *porsę, *telę за имена на животни. *šileg < *silek от *sil „зъб“, сравни чуваш. шăл „зъб“, старотюрк. sïš „шиш“ със семантичен паралел в старотюркски dišek „двугодишно животно“ < diš „зъб“, т.е. „животно на което са се развили зъбите“. Монголски съответствия са монг. silegü, калм. шилг „двегодишно камилче“.
Примери за прабългарски ламбдаизъм:
| чувашки | прабългарски | други тюркски  | значение                                   |
| ------- | ------------ | -------------- | ------------------------------------------ |
|         | сулица       | şiş (тур.)     | копие (стб.), шиш                          |
|         | колчан       | кеš (др-тюрк.) | колчан (праб.> тат.>рус.)                  |
| чул     |              | taş (тур.)     | камък                                      |
| утмăл   |              | altmış (тур.)  | шейсет                                     |
| телек   |              | düş (тур.)     | сън                                        |
| шĕл     | шиле         | şişek (тур.)   | зъб (чув.), шиле < „животно с млечни зъби“ |